# Nguyễn Thị Ráo
Nguyễn Thị Ráo (1922–2002) hay còn gọi Ba Thi là nữ Đại biểu Quốc hội khóa VIII, Việt Nam. Bà nguyên là Giám đốc Công ty Kinh doanh lương thực Thành phố Hồ Chí Minh, Ủy viên Ủy ban Kinh tế, Kế hoạch và ngân sách của Quốc hội. Bà được coi là người đầu tiên tham gia huỷ chế độ bao cấp gạo và thực hiện thành công việc bán gạo một giá đầu tiên tại Việt Nam. Bà đã đóng góp phần quyết định trong việc lo đủ gạo ăn cho 4 triệu dân Thành phố Hồ Chí Minh vào thời gian đầu sau hòa bình. Bà cũng là một trong những phụ nữ đầu tiên được phong danh hiệu Anh hùng Lao động thời kỳ đổi mới..

## Sự nghiệp
Nguyễn Thị Ráo tên thường gọi là Nguyễn Thị Thi hay Ba Thi hoặc Chín Ráo, sinh ngày 15 tháng 8 năm 1922 tại làng Long Thạnh, Xã Nhị Long, huyện Càng Long, Cửu Long, tỉnh Trà Vinh.
Năm 1940, bà Nguyễn Thị Ráo trong vai mua bán gạo đã làm liên lạc giữa các xã Nhị Long, An Trường, Mỹ Trường để hoạt động Cách mạng. Năm 1943, bà là Tổ Trưởng Nông Hội đỏ xã. Ngày 20 tháng 9 năm 1945 bà được kết nạp vào Đảng Cộng sản Đông Dương và đảm trách nhiệm vụ Hội trưởng Hội Phụ nữ Cứu quốc huyện Càng Long kiêm Ủy viên của huyện bộ Việt Minh.
Năm 1946, bà Ba Thi làm Huyện ủy viên, phụ trách công tác dân vận kiêm Bí thư Đảng Đoàn Hội Phụ nữ cứu quốc huyện. Năm 1948, bà Ráo làm Phó Hội Trưởng rồi Hội trưởng kiêm Bí thư Đảng Đoàn Hội Phụ nữ Cứu quốc tỉnh Trà Vinh. Sau đó bà được cử đi học lớp Trường Chinh khóa III, tại miền Đông Nam Bộ. Sau khoá học, bà làm Ủy viên Đảng Đoàn Hội Phụ nữ Cứu quốc Gia Định – Ninh. Sau hiệp định Genève, bà Ráo được phân công ở lại miền Nam, hoạt động tại địa bàn Sài Gòn – Gia Định làm Phó Ban Phụ Vận Sài Gòn – Gia Định, Bí thư Quận ủy Quận Ba, Ủy viên Ban Cán sự Cánh I phụ trách Tuyên huấn các Quận Gó Vấp, Bình Hòa, Quận Nhì, Quận Ba, Phú Nhuận. Năm 1961, bà Ba Thi được bầu vào Ban Chấp hành Hội Phụ Nữ Giải Phóng Sài Gòn – Gia Định. Năm 1964, Tại Đại hội Phụ Nữ toàn miền, bà được bầu vào ban Chấp hành Trung ương Hội Phụ nữ Giải phóng miền Nam Việt Nam và được Ban Chấp hành cử vào Ban Thường trực Trung ương hội.
Sau ngày Sài Gòn thay đổi chính quyền, bà Nguyễn Thị Ráo tiếp tục công tác tại Trung ương hội phụ nữ rồi sau đó về làm Phó Giám đốc Sở Lương thực Thành phố Hồ Chí Minh. Bà mất ngày 12 tháng 11 năm 2002.

## Nữ Anh hùng bán gạo
Sau sự kiện 30 tháng 4 năm 1975, thành phố Sài Gòn với khoảng 4 triệu người, đông dân nhất Việt Nam, cần một lượng lương thực rất lớn tối thiểu 4 vạn tấn lương thực. Do trong chế độ bao cấp lương thực, nên việc cung cấp cho đủ số lương thực trên là rất khó khăn. Hơn nữa, những năm 1977 và 1978 lại gặp mùa màng thất bát. Mọi người đều dùng hàng khoai lang, khoai mì, bo bo thay gạo. Uỷ ban nhân dân thành phố họp liên tục để tìm cách giải quyết nhưng không có phương án khả thi. Bà Ba Thi, lúc đó là Phó giám đốc Sở Lương thực thành phố, đã đề xuất việc về Đồng bằng sông Cửu Long thu mua gạo đem về phục vụ cho nhân dân ở thành phố. Ý kiến này được các lãnh đạo thành phố chấp thuận. Bà Ba Thi đã lập “Tổ Thu mua lúa gạo”, việc làm này đã góp phần giúp thành phố “phá rào”, phá thế cô lập với tệ ngăn sông cấm chợ thời gian đó
Nhưng do Tổ thu mua gạo của bà Ba Thi không có danh nghĩa rõ ràng theo chủ trương của Nhà nước. Vấp phải gánh nặng cơ chế, nhiều rào cản của suy nghĩ lạc hậu, chính sách không hợp thời, quan liêu... Những điều đó đã khiến bà và các nhân viên gặp vô vàn khó khăn, có khi phải hy sinh cả tính mạng để đem gạo về lẫn phân phối cho người dân thành phố.
Do những hoạt động của tổ thu mua lúa gạo rất hiệu quả, nên cuối năm 1980, lãnh đạo Thành phố Hồ Chí Minh quyết định thành lập Công ty Kinh doanh lương thực thành phố do bà Ba Thi làm giám đốc. Ngày 3 tháng 10 năm 1985, Chủ tịch Hội đồng Bộ trưởng nhà nước Trường Chinh đã ký quyết định phong tặng danh hiệu Anh hùng Lao động cho bà Ba Thi. Người dân thành phố và nhân viên công ty bà thường gọi vui là “người buôn gạo” đã được vinh danh..

## Gia đình
Năm 1953, bà Ba Thi lập gia đình với ông Nguyễn Trọng Tuyển, tỉnh Ủy viên phụ trách tuyên huấn tỉnh Gia Định. Ông Tuyển mất vào giữa năm 1959, khi đang là Bí thư Tỉnh ủy Gia Định. Ở Quận Phú Nhuận, Thành phố Hồ Chí Minh hiện có một con đường mang tên ông. Ông Tuyển và bà Ba Thi có hai người con gái tên Nguyễn Hồng Thảo là bác sĩ và Nguyễn Thị Thanh Hiền. Năm 2002, sau khi bà Ba Thi qua đời, bà Thảo đã đem tiền phúng điếu đám tang của bà Ba Thi tặng chương trình “Đem lại ánh sáng cho người mù nghèo” và cứu trợ đồng bào bị lũ lụt theo như tâm nguyên của bà Ba Thi khi còn sống.

## Câu nói
Ngày 10 tháng 3 năm 1988, sau khi Chủ tịch Hội đồng Bộ trưởng Phạm Hùng qua đời đột ngột. Tháng 6 năm 1988, bà Ba Thi và một số đại biểu quốc hội tại Quốc hội Việt Nam khóa VIII đã quyết liệt trong việc bầu Chủ tịch Hội đồng Bộ trưởng mới khi nhất định giới thiệu thêm ông Võ Văn Kiệt ngoài ông Đỗ Mười đã được chính Đảng Cộng sản Việt Nam chọn để ra ứng cử chung. Đây là lần đầu tiên và duy nhất cho đến nay Quốc hội Việt Nam bầu người đứng đầu chính phủ mà có 2 ứng cử viên. Trước quốc hội, bà Nguyễn Thị Ráo đã phát biểu:
"Chúng tôi tha thiết đề cử đồng chí Võ Văn Kiệt. Nhân dân miền Nam, nhất là nhân dân Sài Gòn rất kính trọng đồng chí Võ Văn Kiệt. Vì vậy, tôi tha thiết đề nghị Quốc hội bầu đồng chí Kiệt".

## Đánh giá
- ..."Mô hình Công ty Kinh doanh do chị Ba Thi làm Giám đốc chính là một hình thức quản lý kinh doanh trong thời kỳ quá độ, là quá trình thực hiện kế hoạch hóa kết hợp với việc sử dụng thị trường và đấu tranh cải tạo để làm chủ thị trường, từng bước dìu dắt tiểu thương buôn bán gạo đi vào quỹ đạo Xã hội chủ nghĩa" – Nguyễn Văn Linh.

## Vinh danh
- Danh hiệu Anh hùng Lao động
- Huân chương Lao động năm 1983
- Huân chương Lao động năm 1984
- Huân chương Độc lập hạng nhất.
- Huân chương Giải phóng hạng nhất.
- Huân chương Quyết thắng hạng nhất.
- Huân chương Kháng chiến hạng nhất.
- Huân chương Kháng chiến chống Mỹ hạng nhất[3].